# Beaune-sur-Arzon
Beaune-sur-Arzon är en kommun i departementet Haute-Loire i regionen Auvergne-Rhône-Alpes i centrala Frankrike. Kommunen ligger i kantonen Craponne-sur-Arzon som tillhör arrondissementet Le Puy-en-Velay. År 2022 hade Beaune-sur-Arzon 217 invånare.

## Befolkningsutveckling
Antalet invånare i kommunen Beaune-sur-Arzon
| Referens: INSEE |